# Toni Frissell

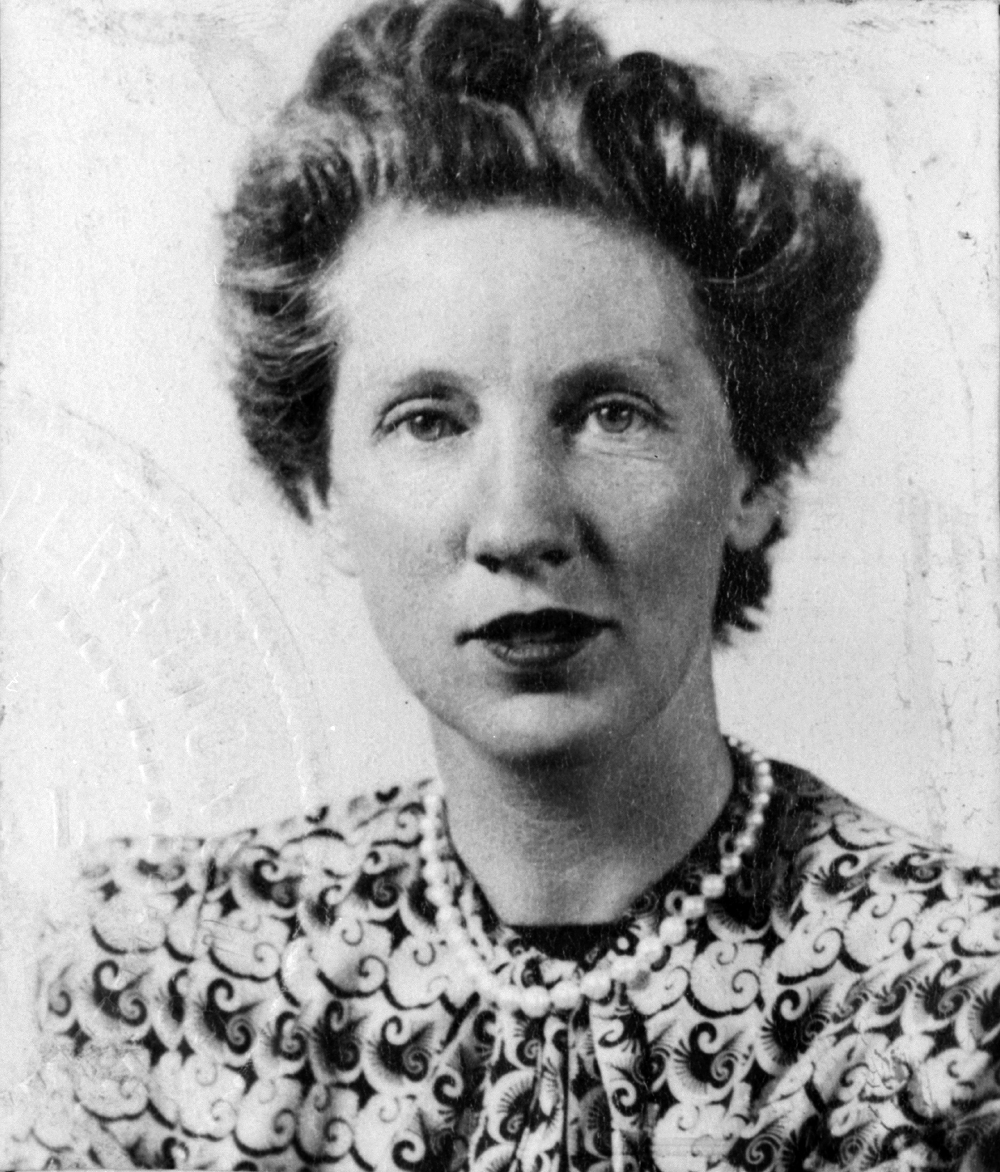
Toni Frissell, 1942

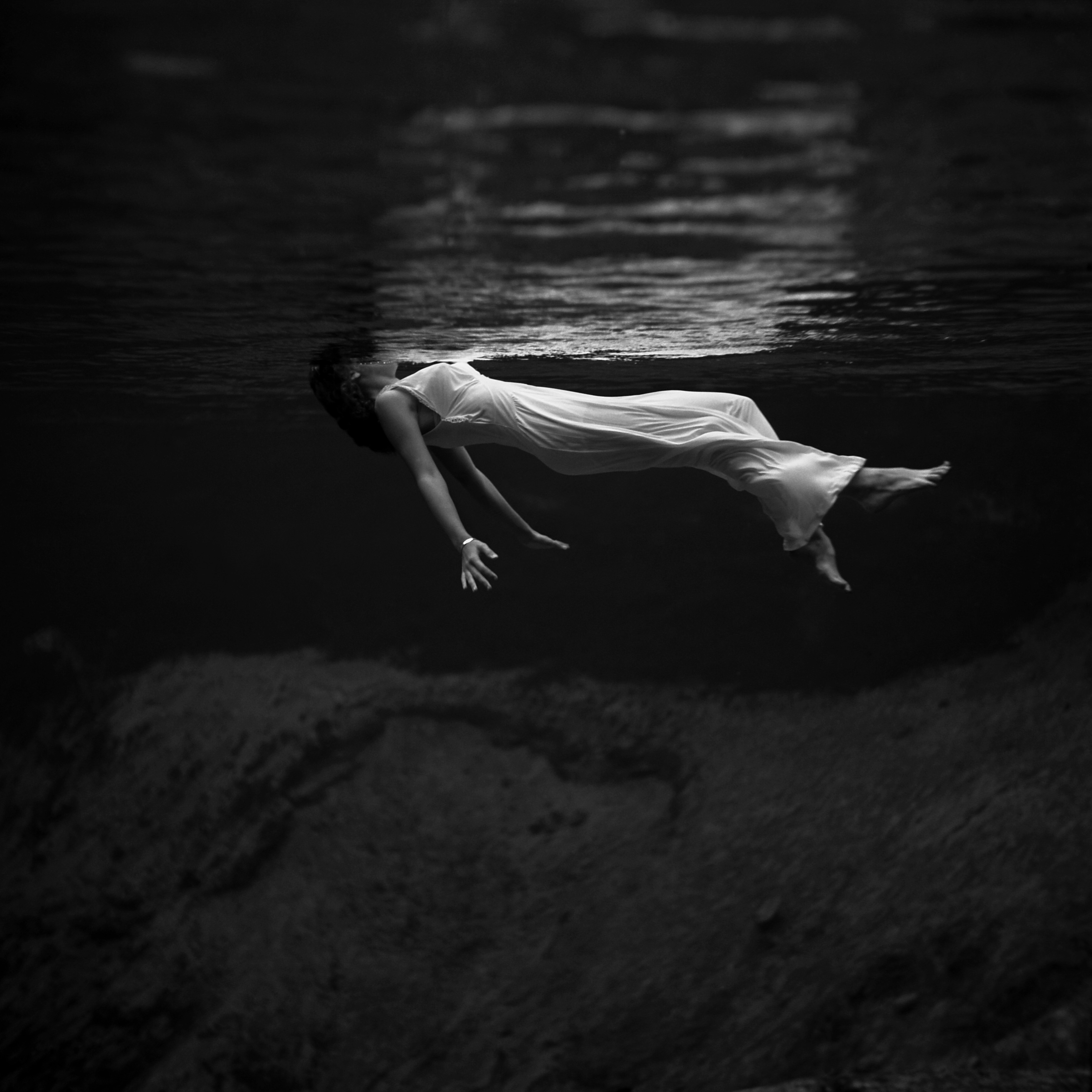
Unterwasseraufnahme an der Quelle des Weeki Wachee, Florida, USA, 1947

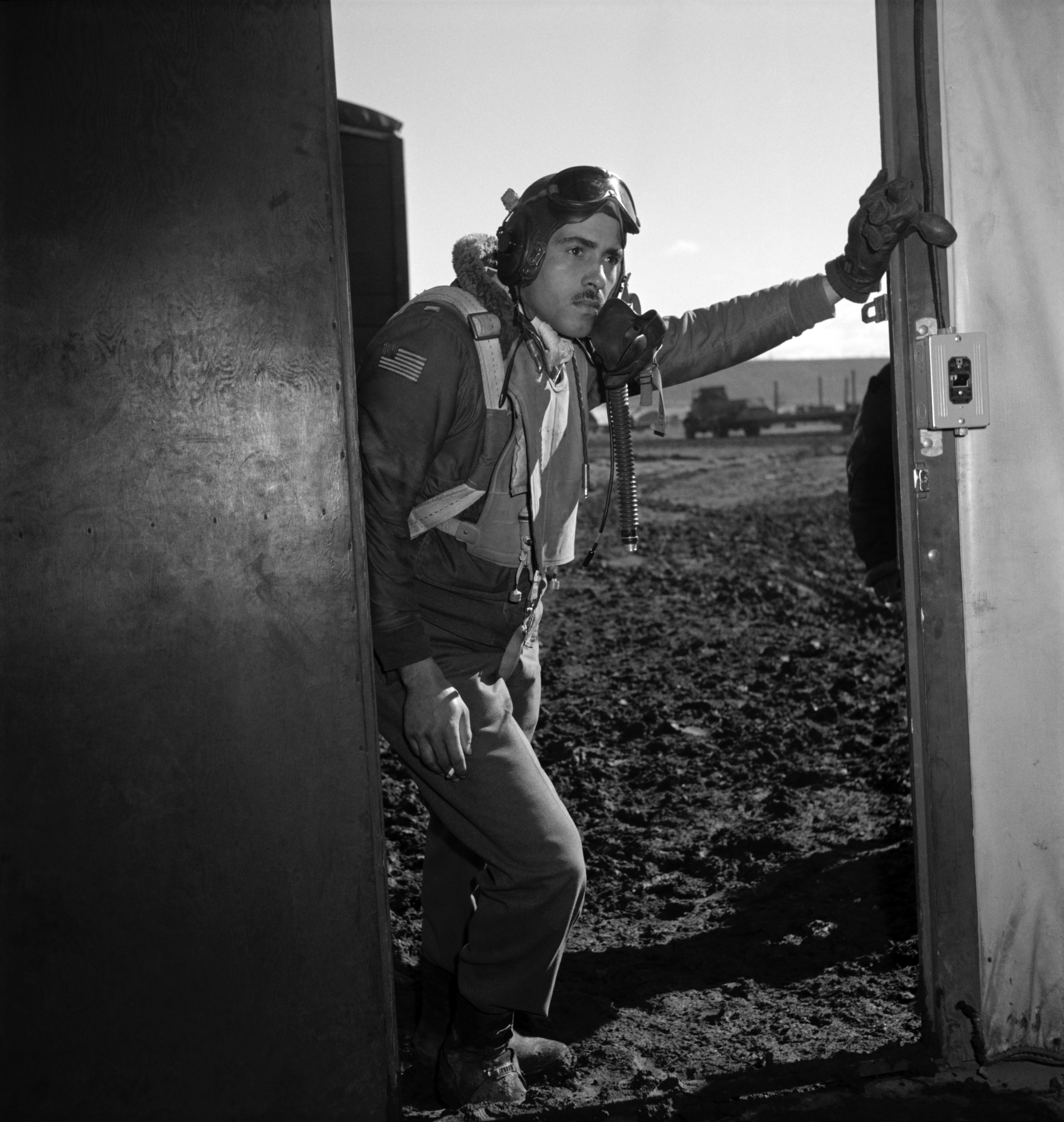
Porträt des US-Piloten Edward M. Thomas, März 1945

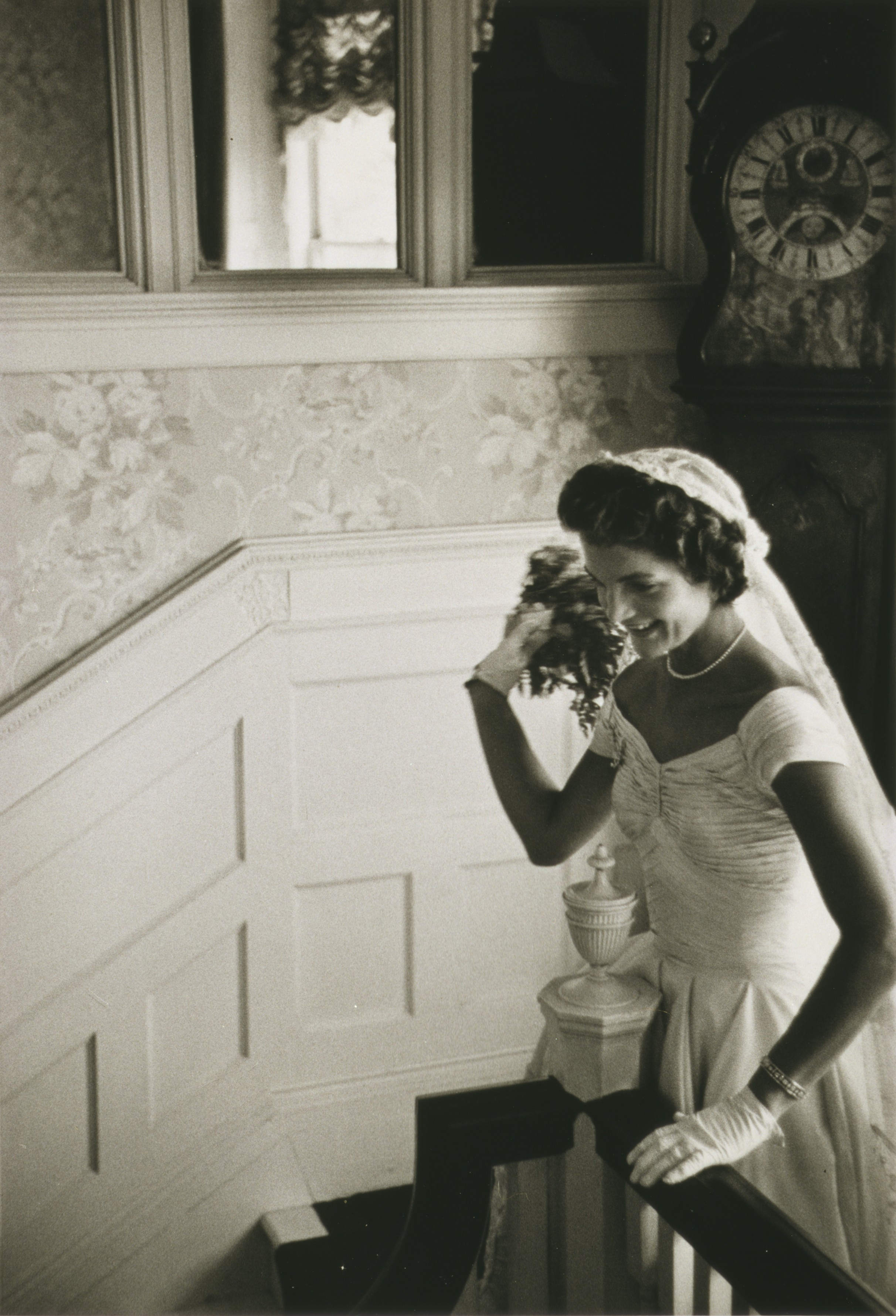
Jackie Kennedy bei ihrer Hochzeit, 1953

Toni Frissell (* 10. März 1907 in Manhattan, New York City; † 17. April 1988 in Long Island; eigentlich: Antoinette Frissell Bacon) war eine US-amerikanische Fotografin. Sie ist vor allem für ihre Fotos für Magazine wie Vogue, Harper’s Bazaar und Life und Sports Illustrated bekannt, aber auch für die Bilder, die sie während des Zweiten Weltkriegs für das US-Militär fotografierte. Sie war die erste Fotografin für Sports Illustrated.

## Leben
Antoinette Frissell kam 1907 als jüngstes von drei Kindern des Arztes Lewis Fox Frissell und Antoinette Wood Montgomery zur Welt. Sie war eine Urenkelin des Politikers John S. Phelps und die Enkelin von Algernon Sydney Frissell, dem Gründer der Fifth Avenue Bank.
1931 erhielt sie durch den damaligen Besitzer Condé Montrose Nast (1873–1942) eine Stelle als Verfasserin von Beschreibungstexten bei der Modezeitschrift Vogue. Da sie jedoch Schwierigkeiten mit dem Buchstabieren hatte, verlor sie die Stelle rasch wieder. Carmel Snow (1887–1961), eine Moderedakteurin der Zeitschrift, gab ihr jedoch eine zweite Chance als Fotografin. Frissell hatte zwar nie Fotografie studiert, jedoch bei ihrem Bruder Varick Frissell (1903–1931), einem Filmemacher, und den beiden Fotografen Cecil Beaton und Edward Steichen einiges über Fotografie gelernt. Ihre Modefotos erregten Aufsehen, da sie auch Aufnahmen mit Abendkleidung im Freien machte, anstelle die Fotos, wie zu diesem Zeitpunkt üblich, in einem Studio zu machen. Bis 1942 erschienen ihre Modefotografien bei Vogue, danach wechselte sie zu Harper’s Bazaar.
Während des Zweiten Weltkrieges meldete sie sich 1941 freiwillig als Fotografin zum Amerikanischen Roten Kreuz. Später arbeitete sich auch für die 8. US-Luftflotte und wurde offizielle Fotografin des Women’s Army Corps. Im Rahmen dieser Aktivität war sie auch zweimal an der europäischen Front. Ihre Fotos von Soldatinnen und afroamerikanischen Piloten wurden in einer Kampagne von Franklin D. Roosevelt genutzt, um das negative Image von Frauen in Uniform und Schwarzen beim Militär zu verbessern.
Ihre häufige Abwesenheit im Dienste des Militärs und diverser Magazine führte zu familiären Reibereien. Frissell war mit dem Börsenmakler Francis McNeil Bacon (1899–1982) verheiratet und Mutter einer Tochter, Sidney Bacon Stafford, und eines Sohnes, Varick Bacon, die jedoch großteils von Kindermädchen erzogen wurden. Ihr Vater brachte Toni Frissell schließlich dazu, in den 1940er Jahren mehr Zeit zu Hause zu verbringen. In dieser Zeit entstanden mehrere Kinderbücher, die sie illustrierte.
1953 war Toni Frissell die offizielle Fotografin der Hochzeit von Jacqueline Bouvier und John F. Kennedy.
Anfang der 1970er-Jahre erkrankte Toni Frissell an Alzheimer. Sie spendete daraufhin alle ihre Bilder, eine Sammlung von circa 300.000 Bildern, der Library of Congress, und begann mit der Arbeit an einer Biografie. Am 17. April 1988 starb sie schließlich im Alter von 81 Jahren in einem Pflegeheim in St. James auf Long Island.

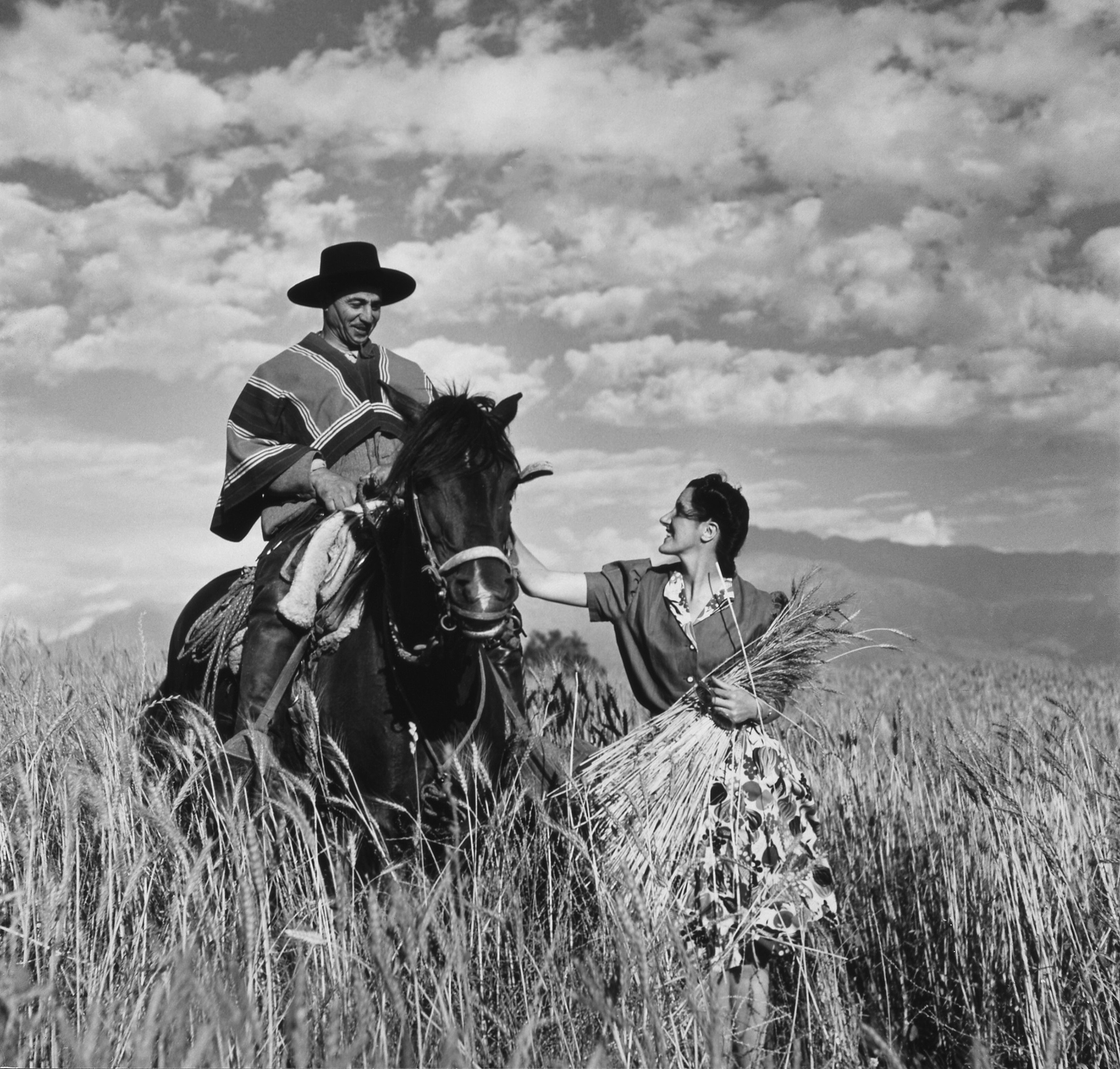
Ein chilenischer Huaso mit Modell, 1940
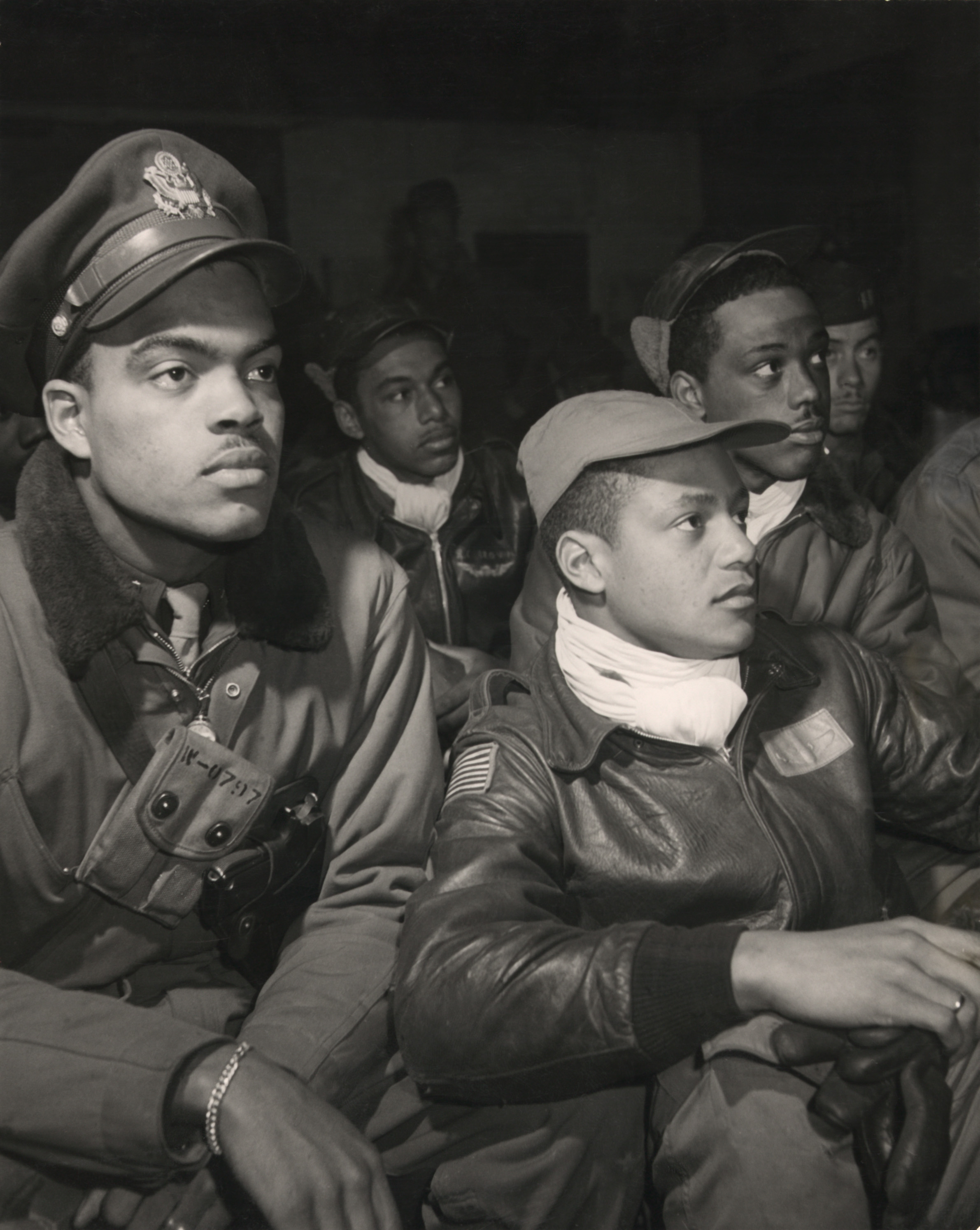
332nd Fighter Group (Tuskeege Airmen), Italien, März 1945
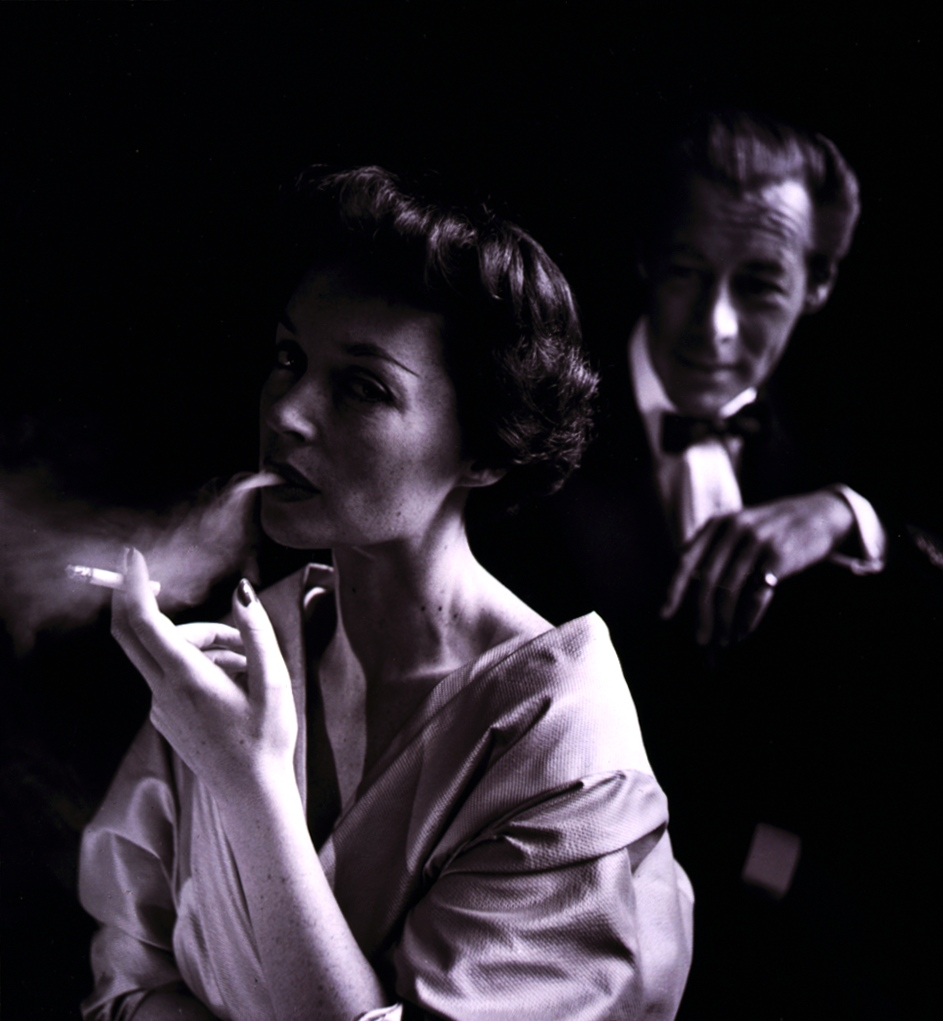
Lilli Palmer und Rex Harrison, 1950
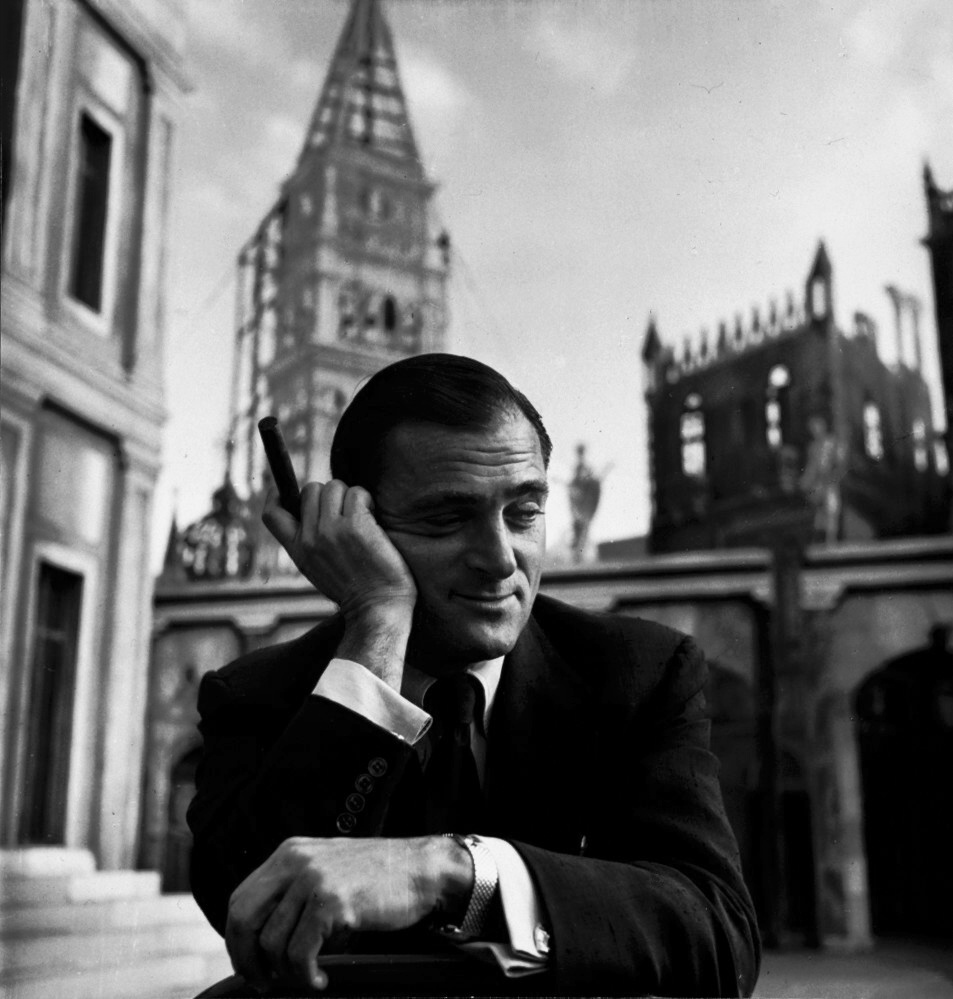
Michael Todd, 1952
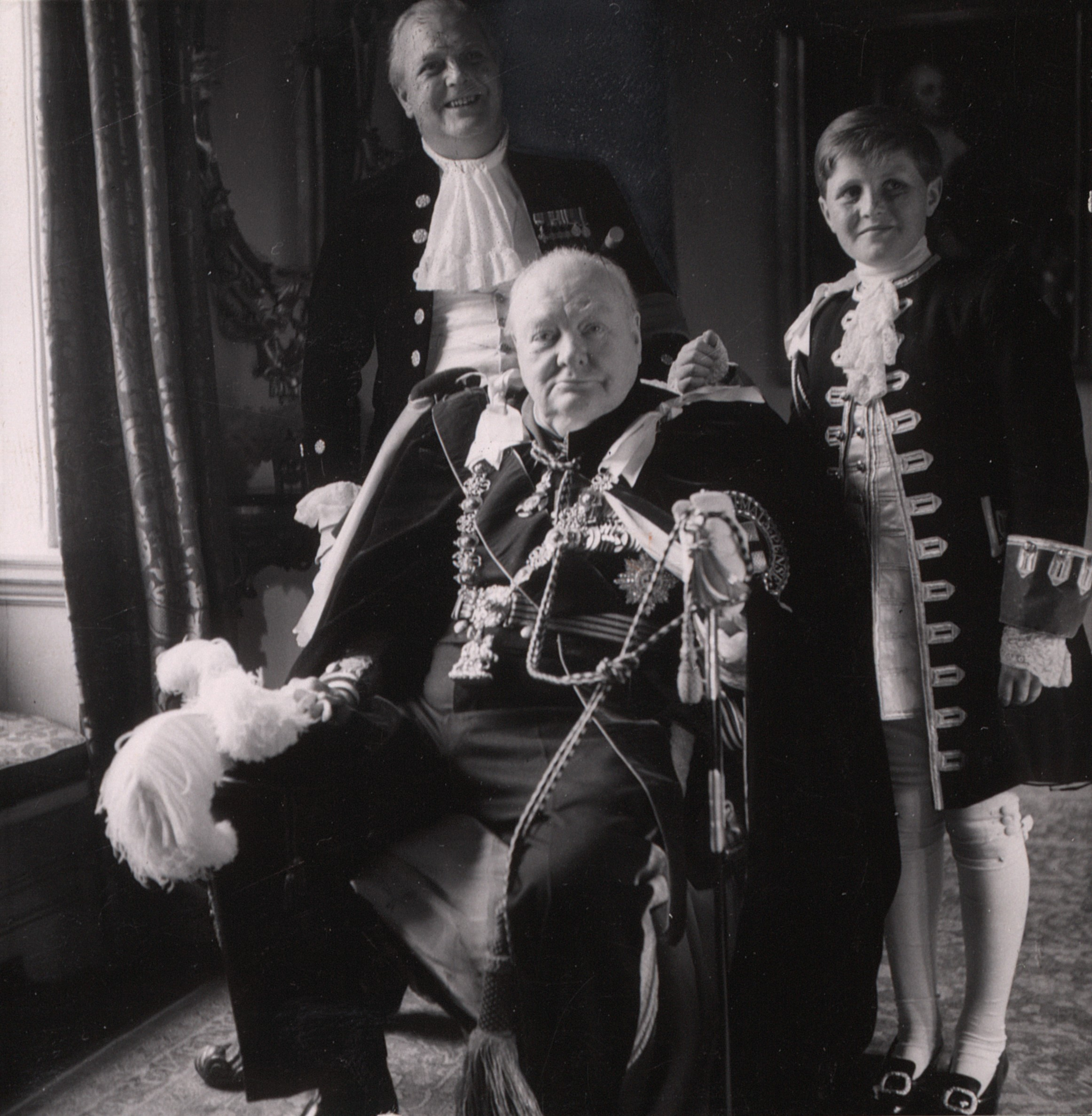
Winston Churchill mit Sohn Randolph Frederick Churchill und Enkel Winston Spencer Churchill, 1953
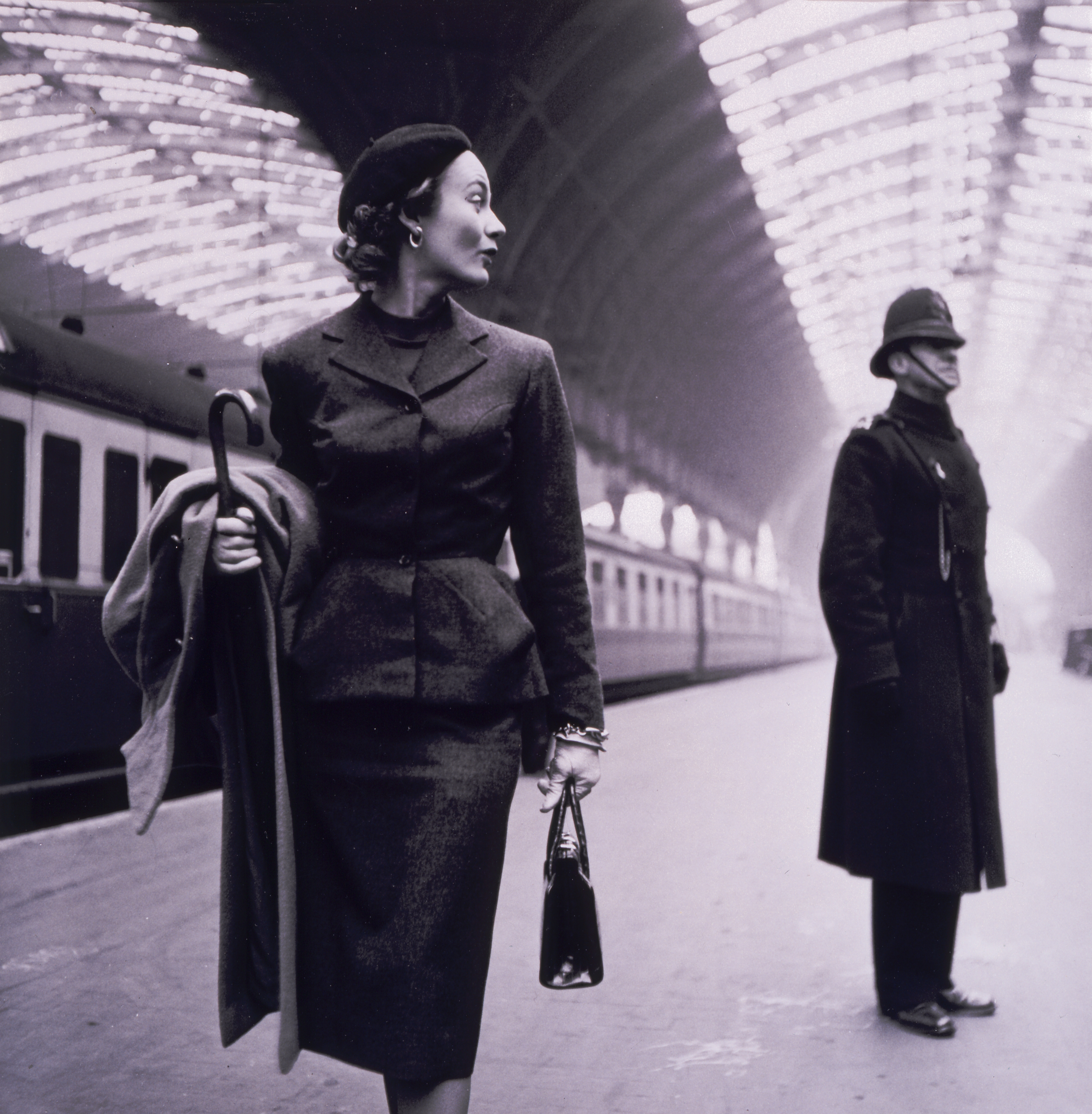
Mode im Bahnhof Victoria Station, London 1951 von Toni Frissell

## Werke
- Robert Louis Stevenson (Autor), Toni Frissell (Illustrator): A child’s garden of verses. U.S. Camera Publishing Corporation, New York 1944.
- Sally Lee Woodall (Autor), Toni Frissell (Illustrator): Bermuda: The Happy Island. U.S. Camera Publishing Corporation, New York 1946.
- Toni Frissell’s Mother Goose. Harper & Brothers, New York 1948.
- Frank Goodwyn (Autor), Toni Frissell (Illustrator): Life on the King Ranch. 1965. ISBN 978-0890965696